# César Bettex
César Bettex, także César de Bettex (ur. 25 grudnia 1863 w Yverdon-les-Bains, zm. ?) – szwajcarski lub francuski strzelec, olimpijczyk.
Olimpijczyk z Paryża (1900), gdzie wystąpił w jednej konkurencji. Uplasował się na czwartym miejscu w trapie (startowało 31 strzelców).

## Wyniki

### Igrzyska olimpijskie
| Igrzyska | Konkurencja | Wynik   | Miejsce | Źródło |
| -------- | ----------- | ------- | ------- | ------ |
| IO 1900  | Trap        | 16 pkt. | 4       | [ 3 ]  |